# Moise Mbiye
Moise Mbiye, né selon les sources le 7 mars 1962 ou le 9 septembre 1980 à Matete, est un musicien, auteur congolais (RDC), pasteur pentecôtiste de l’église Cité Bethel et propriétaire de sa propre chaîne de télévision.

## Biographie
Il est le cinquième d’une fratrie de neuf enfants,.
Son père, Emmanuel Mbiye Mulaya est le fondateur de l’église Cité Bethel, où il devient pasteur .
Il est également propriétaire de la chaîne de télévision (Siloé TV).

### Musique
À 10 ans, Moise Mbiye fait ses premiers pas au sein d'un groupe d’enfants, le Groupe d’adoration junior.
Lorsque Moise Mbiye a 13 ans, son père sollicite un professeur de l’INA (Institut National des Arts) afin de lui donner des cours de piano à domicile.
Trois ans plus tard, il rejoint le groupe Les Étoiles de louange en tant que claviériste et chanteur par intermittence; il y évolue avec Mike Kalambay et d'autres chantres. Il participe à l’enregistrement du 1er album du groupe intitulé Litatoli dirigé par Charles Mombaya. Dans le 2e album Nzambe Na Ngai, il fait sa première apparition dans la chanson Alléluia, composée par son père, Emmanuel Mbiye.[réf. nécessaire]
À la sortie de l’album Plus que cristal deuxième opus du groupe, Moise Mbiye occupe le poste du directeur artistique.[réf. nécessaire] Il quitte alors le groupe Les Étoiles de louange et lance son 1er album solo intitulé Influence avec des chansons à succès telles que Tuna Nga Nini, Me Voici, Bibomba Bomba, Influence. Son 2e album fut Le Cœur de l’Agneau, avec les chansons phares Na Ndimi, Zala ou Na Ngai.
En 2018, il écrit et produit une œuvre intitulée Loboko ya Nzambe (La main de l’Éternel) chantée par Trina Fukiau.
Début 2020, en pleine tourmente judiciaire, il sort un nouvel album, Triomphe.
Le 11 juin 2022, il sort un nouvel album intitulé Royal,. Annoncé comme probablement  son dernier album, Royal est composé de 13 titres où on y retrouve plusieurs styles (Rumba, Urbain, Soukous, ...) dont "Esimbi te", sortie trois jours avant la sortie officiel de l'album. Le 29 septembre 2022, à la veille de la sortie de son nouveau clip "Bilaka ya bomwana", Moise Mbiye redit  vouloir arrêter sa carrière musicale afin de se consacrer à son ministère pastoral et à son futur mariage
.

### Ministère pastoral
Il suit des formations en prédication à l’église Cité Bethel avant d’intégrer une école de théologie. De 2007 à 2009, Moise Mbiye s'engage à l'œuvre missionnaire et on lui confie ainsi la charge d'implanter l'église Cité Bethel à l'Est de la RDC et au Kongo Central. Il devient par la suite coordonnateur (président) de la jeunesse de la Cité Bethel JMC (Jeunesse Missionnaire pour Christ). Diplômé de théologie , Moise Mbiye continue son ministère pastoral et devient prédicateur à la Cité Bethel.
À la suite de la maladie de son père, Emmanuel Mbiye Mulaya (fondateur de la Communauté Cité Bethel), l'église va alors sombrer dans une crise. Après sa mort, Mbiye est désigné comme intérimaire pour le remplacer au poste de secrétaire général et confirmé 4 mois après.
Le 30 août 2021, son père meurt en Europe à la suite d'une maladie. Le 15 septembre 2021, Moise Mbiye succède à lui à la tête de l'église Cité Bethel comme représentant légal après un vote avec 37 voix sur 53.

## Scandale sexuel
Le 21 janvier 2020, l'actrice Éliane Bafeno, porte plainte contre Moise Mbiye pour « viol, avortement et autres faits »dont des menaces de mort,. Les avocats de l'actrice demandent alors au gouvernement de saisir Interpol pour ramener Mbiye, officiellement « parti finir le mixage de son prochain disque en Europe ». L’instruction de l’affaire est immédiatement mise en route par le Parquet près le tribunal de grande instance de Kinshasa/Gombe.
L'affaire tourrne alors au règlement de comptes : l’avocat d'Éliane Bafeno qui a déposé la plainte, Justin Lunanga, est blessé par balles le 26 janvier; et des sextapes mettant en scène le pasteur sortent sur Internet. Un auteur chanteur évangéliste, Michel Bakenda, annonce le 3 février se retirer de la vie publique à la suite de l'apparition de photos de lui nu. Il avait été mis en garde à vue, la veille, avec des membres du groupe musical de Mbiye,. Lors de leur arrestation, les musiciens de Mbiye et Bakenda semblent malades. Dans les heures qui suivent, ils présentent de graves saignements. Le 21 février, les médecins annoncent avoir retrouvé de l'arsenic dans leur sang. Une nouvelle affaire se greffe à la première,.
La première audience a lieu le 3 février 2020, mais dès le 7, pour la deuxième audience, Mbiye ne se présente pas, pour cause de maladie. Ce qui ne l'empêche pas de continuer à prêcher dès les jours suivants et de lancer son nouveau single dès le 8. Néanmoins, quelques jours plus tard, son concert au Zénith de Paris, prévu pour juin 2020, est annulé,.
Alors qu'une grève des magistrats empêche la tenue de l'audience prévue, le 10 février, l'ancien député et avocat de Bafeno, Francis Kalombo, annonce qu'une cinquantaine d'autres victimes se sont signalées depuis le début du scandale et que les preuves apportées sont accablantes pour le pasteur.
Le 30 septembre 2020, l'affaire est classée sans suite par le procureur général de Kinshasa-Gombe,.
Deux ans plus tard, après que l'affaire soit classée sans suite, Moise Mbiye affirme qu'il s'agissait d'un pur montage orchestré par les gens cherchant à nuire à sa personne pour des raisons qu'il ignore,,[source insuffisante].

## Discographie

### Albums
- 2007 : Influence
- 2011 : Le Cœur de l’Agneau
- 2013 : Champion
- 2017 : Héros[36],[37]
- 2020 : Triomphe
- 2022 : Royal

### Maxi-single
- 2019 :
  - Je t’aime[38]
  - Lumbanji
  - Ye oyo[39],[40]
  - Nako zonga te

### Chansons
- Nabimi Molongi[41]
- Tango Na Ye[41]
- Molimo[41]
- Natiela Yo Motema[41]

### Concerts
- 2009 : Concert Live "Bibomba bomba" à l'hôtel Venus
- 2017 : Shark Club, Gombe-Kinshasa[42]

## Publication
- Affermis pour l’Envol, 2015 (ISBN 978-2369570899)